# Grabstatuen des Irukaptah und der Neferhetepes
Die Grabstatuen des Irukaptah und der Neferhetepes aus dem Alten Reich, späte 6. Dynastie um 2200 v. Chr. gehören zur Sammlung des Roemer- und Pelizaeus-Museum Hildesheim. Beide Statuen beeindrucken durch den guten Erhaltungszustand, der Bemalung und dokumentieren beispielhaft, dass im Totenkult des Alten Reiches der Familienzusammenhalt von Bedeutung ist.

## Fundort, Material und Größe
Die beiden Grabstatuen wurden während der Grabungskampagne im Jahr 1906 durch Georg Steindorff und Georg Möller auf dem Westfriedhof von Gizeh in der Mastaba D61 gefunden. Durch Fundteilung gelangten sie in die Privatsammlung von Wilhelm Pelizaeus in Kairo, der sie im Jahr 1909 seiner Heimatstadt Hildesheim schenkte.
Die Mastaba D61 besteht aus einem Kernbau, der eine Größe von 5 m × 9,4 m hat. Ihm ist eine aus Bruchsteinen gemauerte Kultkammer in L-Form vorgelagert. Die Kultkammer ist von Norden begehbar, war ehemals überdacht und hatte ein Fenster. In der Mastaba gab es fünf Scheintüren und zwei Serdab-Anlagen mit Sichtschlitzen. Der Serdab, der südlich von der nördlichen Scheintür liegt, war nicht belegt. Im südlichen Serdab neben der südlichen Scheintür wurden die beiden Grabstatuen des Irukaptah und der Neferhetepes gefunden. Irukaptah stand rechts, seine Frau links, die Gesichter waren nach Osten gerichtet, dem Mauerschlitz zugewandt, der durch einen Steinkeil verschlossen war. Die Statuen sind aus Kalkstein gearbeitet. Die des Irukaptah ist 60,1 cm hoch, 18,6 cm breit und 25,7 cm tief, die der Neferhetepes ist 53,6 cm hoch, 15 cm breit und 24 cm tief.

## Beschreibung
Irukaptah war Untervorsteher der Wabet (Balsamierungsstätte oder Werkstatt) der Nekropole von Gizeh und ließ sich mit seiner Frau Neferhetepes als Einzelstatuen darstellen. Der Grabherr symbolisiert damit den Wunsch nach familiärer Verbundenheit über den Tod hinaus. Grabstatuen galten als Ersatzkörper bei Verlust der Mumie. Sie waren anstelle einer Mumie der Körper, in den die spirituelle sogenannte Ka-Kraft der Toten eintreten und durch den sie die Totenopfer entgegennehmen konnten. Durch die gleichartige Darstellung ist davon auszugehen, dass beide Statuen aus einer Werkstatt stammen. Beide Figuren stehen jeweils auf einer Basis, die mit einer Rückenplatte verbunden ist, die bis kurz unter die Schultern der Statuen reicht. Die Basis und Verbindungsstege zwischen Körper und Rückenplatte sind schwarz bemalt und dadurch als „leerer Raum“ gekennzeichnet. Die Rückenplatten, die vorne ebenfalls schwarz bemalt sind, wurden auf der Rückseite geglättet.
Das Ehepaar steht im natürlichen Größenverhältnis zueinander und zeigt die deutlich unterschiedliche Darstellungsweise von männlichen und weiblichen Figuren. Irukaptah ist mit der üblichen rotbraunen und seine Frau mit gelber Körperfarbe dargestellt. Typisch sind ebenfalls die deutliche Schreithaltung des Mannes und im Gegensatz dazu die Standhaltung der Frau.
Der Erhaltungszustand der Bemalung der Statuen ist besonders gut, jedoch ist die bildhauerische Qualität der Statuen unterschiedlich bewertet worden. Der neuzeitliche, westliche Betrachter empfindet die Körperdarstellung beider Statuen eher disproportioniert und grob. Irukaptah hätte demnach zu breite Schultern, einen üppigen Oberkörper, kräftige Beine, und beide Statuen zeigen runde Gesichter mit zu kurzen Abständen von Mund zur Nase. Ihre Hälse wirken etwas gedrungen. Die Augen sind mandelförmig und die Augäpfel gewölbt. Der Blick beider Statuen ist geradeaus gerichtet. Diese Merkmale geben dem Ehepaar jedoch einen ganz besonderen Charakter.
Irukaptah trägt die typische schwarze kurze Löckchenperücke, seinen Kopf neigt er leicht nach vorn. Von einem breiten aufgemalten Halskragen sind noch weiße Spuren erkennbar. Der knielange Wickelschurz ist mit einem Überschlag und einem Gürtel versehen und unter dem Bauchnabel geknotet. Die Arme sind entlang dem Körper ausgestreckt, wobei der linke Arm ein wenig nach vorn verschoben ist. In den Fäusten hält der Grabherr die sogenannten „Stoffamulette“. Über den Handgelenken befinden sich Farbreste von aufgemalten Armreifen.
Die Grabstatue der Neferhetepes ist ebenso streng aufgebaut wie die ihres Mannes. Der rechte Oberarm und die rechte Brust zeigen kleine Beschädigungen. Ein einfaches, knöchellanges, enges Trägerkleid mit tiefem, V-förmigem Ausschnitt umhüllt ihren Körper. Sie trägt eine schulterlange Strähnenperücke mit Mittelscheitel und einen breiten Halskragen, bei dem die Bemalung noch teilweise erhalten ist. Ihre ungegliederten überlangen Arme mit den langen Händen sind entlang dem Körper ausgestreckt. Auch die aufgemalten Armbänder sind bei Neferhetepes wesentlich besser erhalten als bei ihrem Mann. Die Darstellung der Statuen entspricht trotz der erwähnten Disproportionen dem sonst gängigen Ideal des schlanken, alterslosen und vor allem gut versorgten Ehepaares.